# Prodiaphania brevitarsis
Prodiaphania brevitarsis là một loài ruồi trong họ Tachinidae.